# Guido Hinterseer
Guido Hinterseer (7 maggio 1964) è un ex sciatore alpino austriaco.

## Biografia
Hinterseer, originario di Kitzbühel, appartiene a una famiglia di atleti di alto livello: suo padre Ernst vinse la medaglia d'oro nello slalom speciale agli VIII Giochi olimpici invernali di Squaw Valley 1960 e in seguito fu allenatore della nazionale di sci alpino dell'Austria, i suoi fratelli Ernst e Hansi furono a loro volta sciatori alpini e suo figlio Lukas è un calciatore convocato anche dalla nazionale di calcio dell'Austria.
Sciatore polivalente, Hinterseer ottenne i primi risultati di rilievo nel Circo bianco agli Europei juniores di Madonna di Campiglio 1980 vincendo la medaglia d'argento nello slalom gigante e nell'edizione successiva di Škofja Loka 1981 della stessa manifestazione continentale conquistò due ori, nello slalom gigante e nella combinata; l'anno seguente ai Mondiali juniores di Auron 1982 riuscì ad aggiudicarsi una medaglia in ognuna delle gare in programma: l'oro nella combinata, l'argento nello slalom gigante e il bronzo nella discesa libera e nello slalom speciale.
Conquistò i primi punti in Coppa del Mondo il 24 marzo 1982 sulle nevi di San Sicario, classificandosi 11º in slalom gigante; nelle stagioni seguenti conseguì diversi piazzamenti, il migliore dei quali fu il 4º posto ottenuto in combinata nella sua città d'origine il 22 gennaio 1984, senza però riuscire a salire sul podio. Abbandonò l'attività agonistica nel 1988 e il suo ultimo piazzamento in carriera fu l'8º posto nello slalom gigante di Coppa del Mondo disputato il 25 marzo di quell'anno a Saalbach-Hinterglemm. Non prese parte a rassegne olimpiche né ottenne piazzamenti ai Campionati mondiali.

## Palmarès

### Mondiali juniores
- 4 medaglie:
  - 1 oro (combinata ad Auron 1982)
  - 1 argento (slalom gigante ad Auron 1982)
  - 2 bronzi (discesa libera, slalom speciale ad Auron 1982)

### Europei juniores
- 3 medaglie[1][4]:
  - 2 ori (slalom gigante, combinata a Škofja Loka 1981)
  - 1 argento (slalom gigante a Madonna di Campiglio 1980)

### Coppa del Mondo
- Miglior piazzamento in classifica generale: 23º nel 1984

### Campionati austriaci
- 3 medaglie[1]:
  - 3 ori (slalom gigante, combinata nel 1985; supergigante nel 1988)

### Campionati austriaci juniores
- 2 medaglie[1]:
  - 2 ori (slalom gigante, slalom speciale nel 1982)